# Греци (Виченца)
Греци је насеље у Италији у округу Виченца, региону Венето.
Према процени из 2011. у насељу је живело 25 становника. Насеље се налази на надморској висини од 29 м.